# PATH
PATH, Port Authority Trans-Hudson, är ett delvis underjordiskt pendeltågssystem som går från Manhattan i New York och under Hudsonfloden till Jersey City, Hoboken, Harrison, och Newark i New Jersey.
Det drivs av Port Authority of New York and New Jersey och har 13 stationer, varav 10 är underjordiska. Den största stationen är World Trade Center.

## Bakgrund
PATH öppnades som Hudson & Manhattan Railroad i februari 1908, men bytte namn när Port Authority of New York and New Jersey tog över 1962.

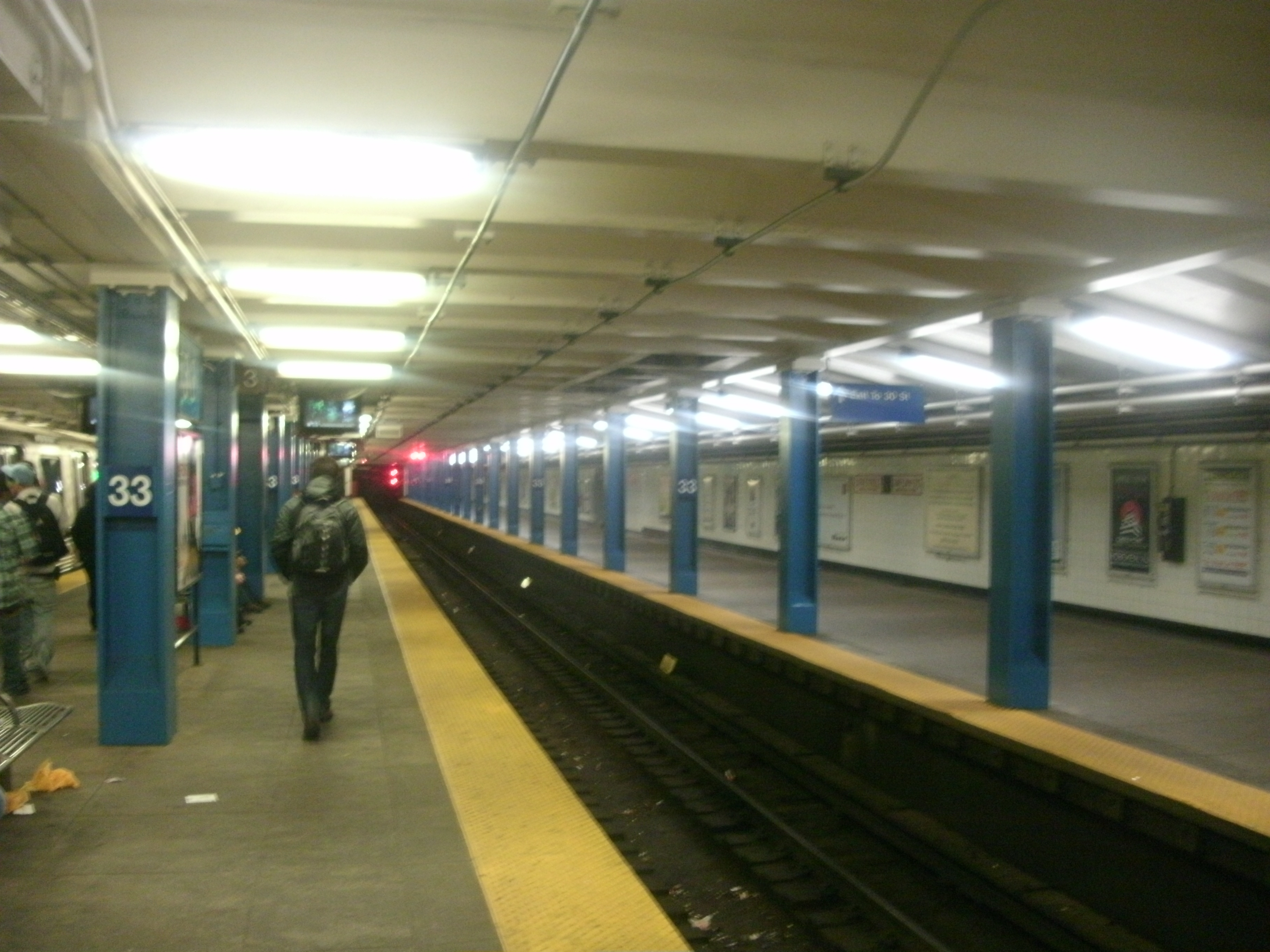
33rd Street
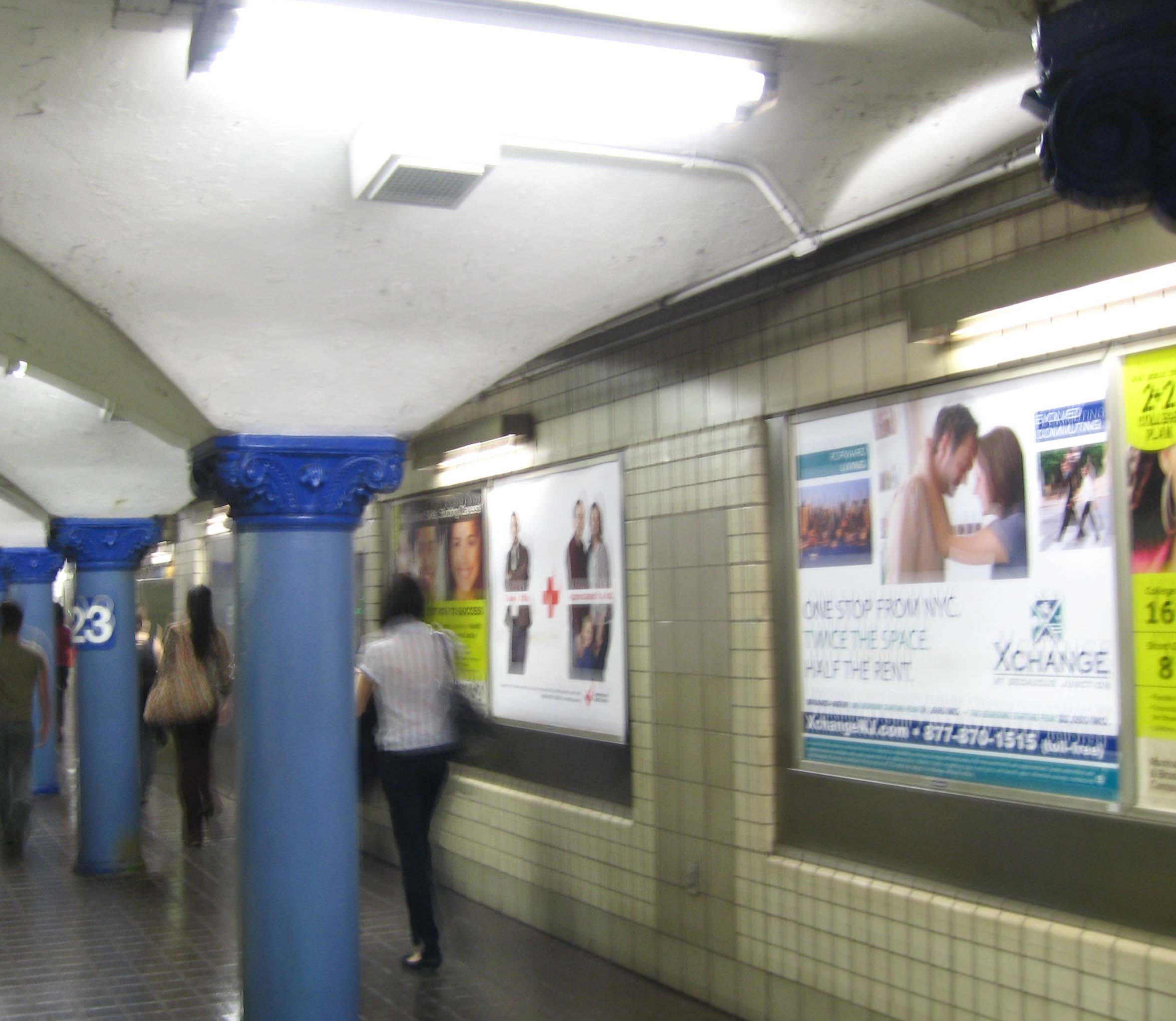
23rd Street
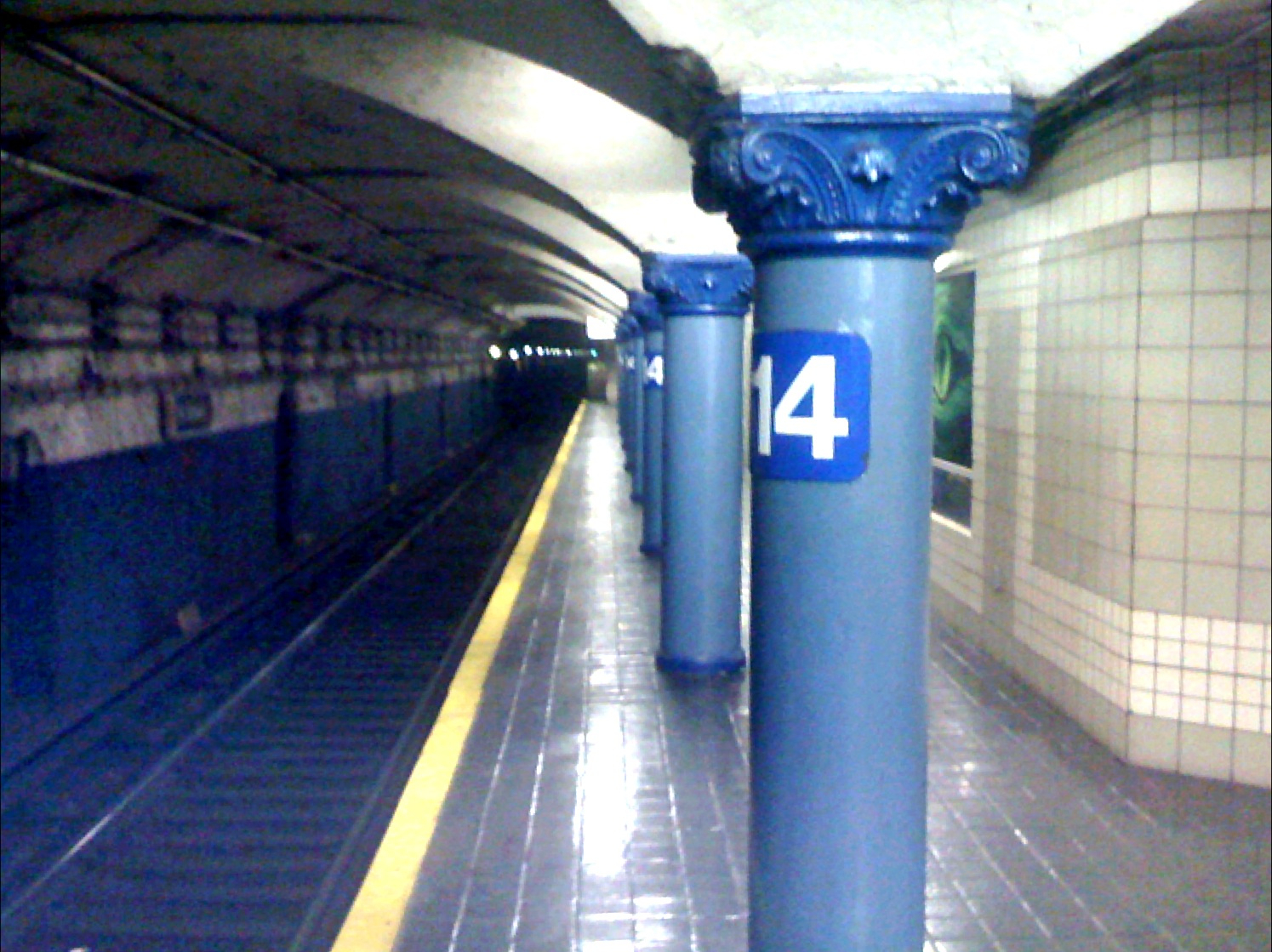
14th Street
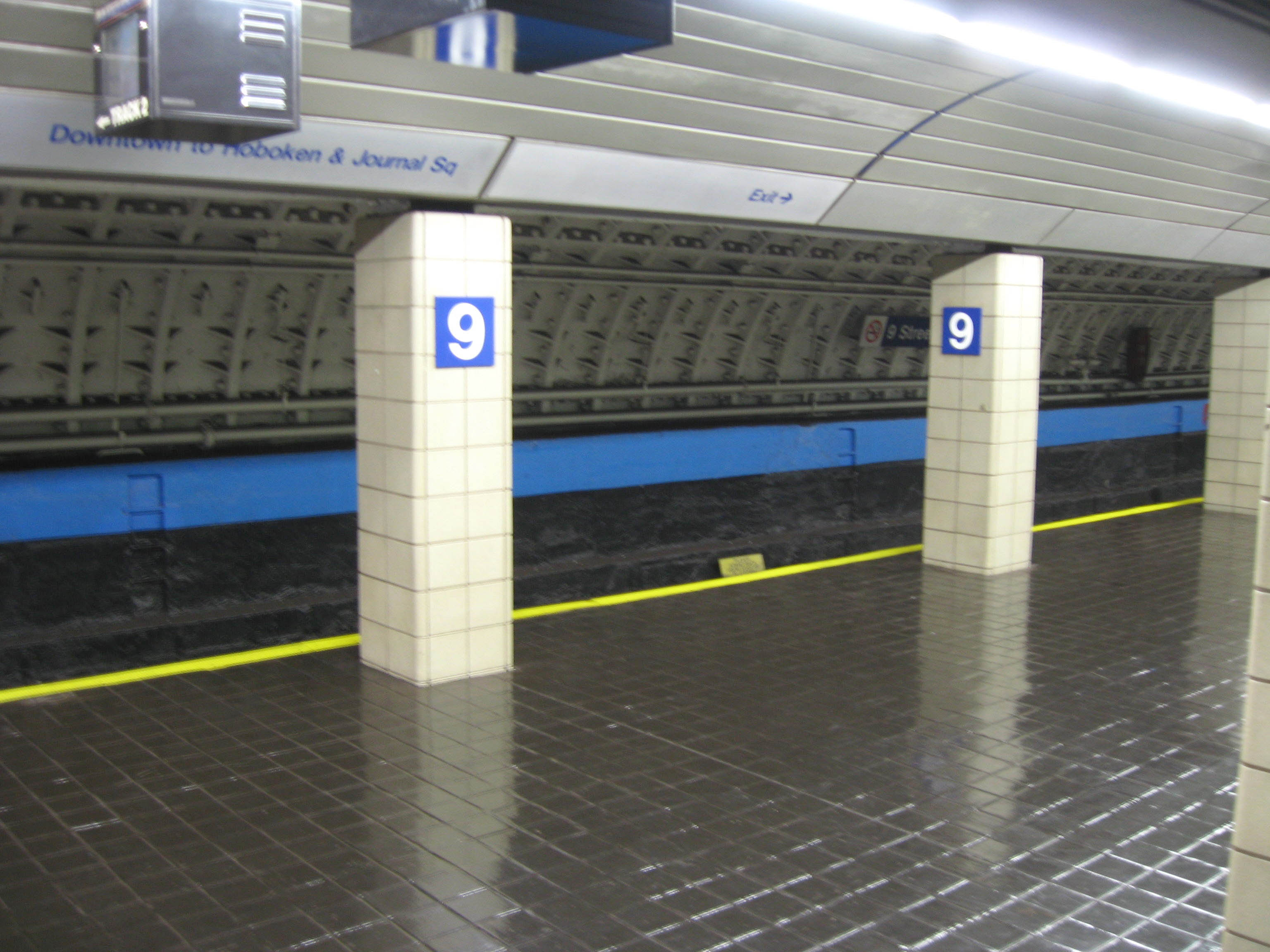
9th Street
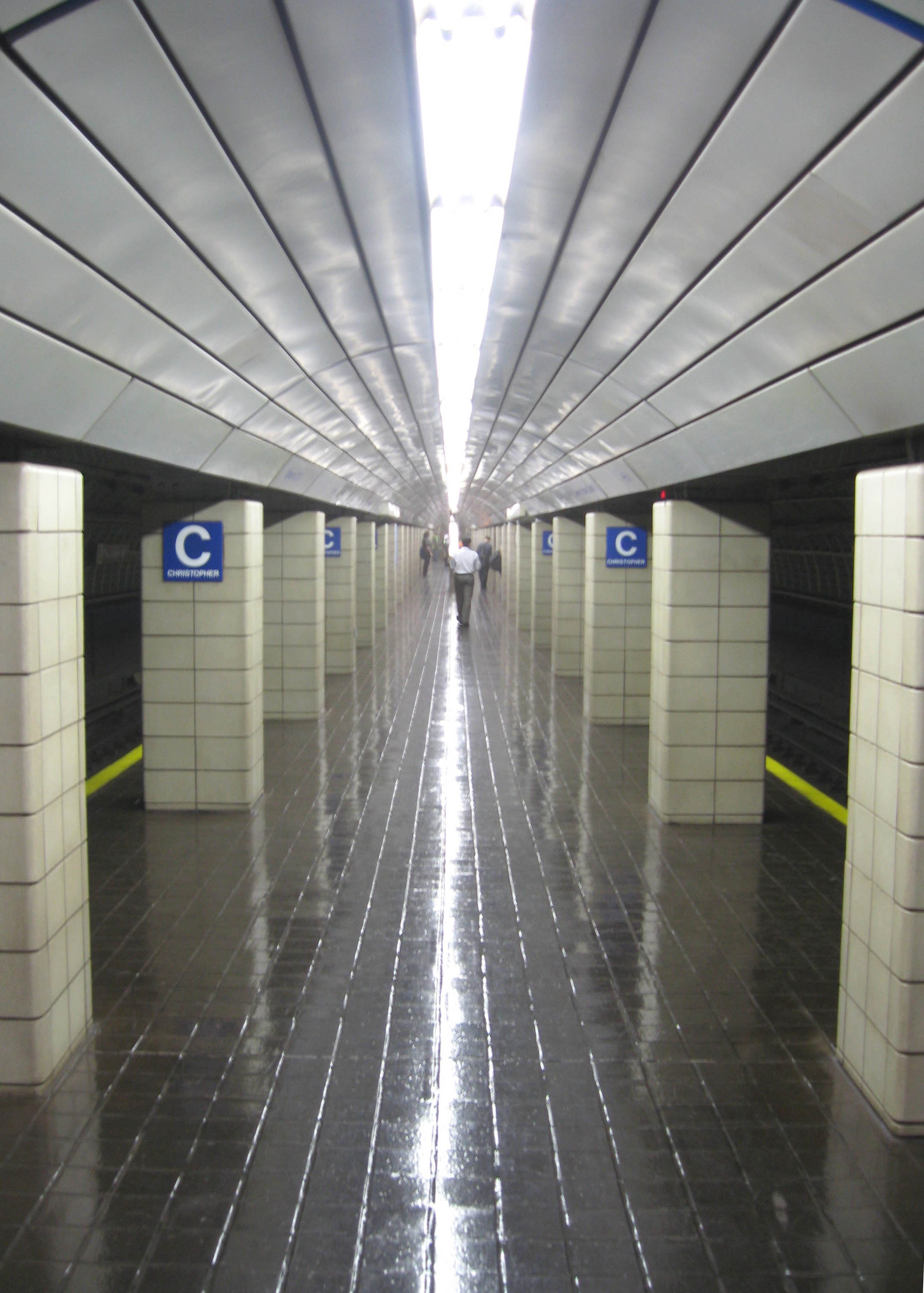
Christopher Street
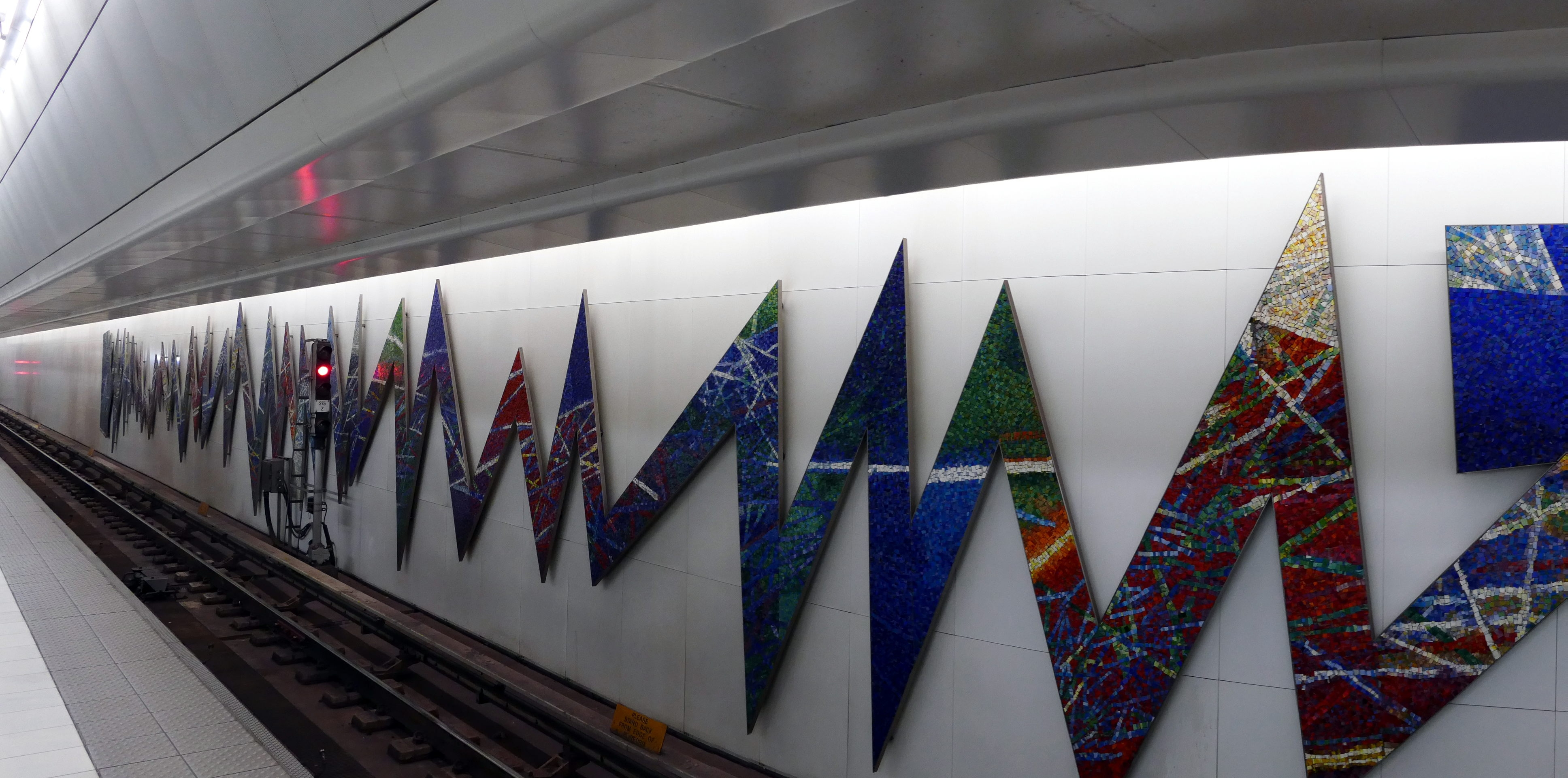
World Trade Center